# Маунт-Кармел (Пенсильвания)
Маунт-Кармел (англ. Mount Carmel — гора Кармель) — боро в округе Нортамберленд, штат Пенсильвания (США). Расположен на северо-востоке штата в угледобывающем регионе, а его население по данным на 2013 год составляло 5806 человек. Один из основных угледобывающих центров страны.

## История
В прошлом местность, на которой расположен нынешний боро, была необжитой. Годом основания Маунт-Кармела можно считать 1770 год, когда здесь появились первые поселенцы. Одним из основанных предприятий поселения была паровая лесопилка, которая снабжала жителей необходимыми для строительства домов пиломатериалами. Её владелец, Альберт Брэдфорд (англ. Albert Bradford) оценил природную красоту окружающей местности и решил назвать поселение каким-нибудь особым именем. В итоге он решил, что ближайшие холмы по своим очертаниям похожи на священную палестинскую гору Кармель (англ. Mount Carmel), а поэтому выбрал это название.
Спустя всего 20 лет, в 1790 году Айзек Томлинсон (англ. Isaac Tomlinson) обнаружил в расположенных близ городка горах большие залежи антрацита, однако первые поставки угля из города были выполнены только через 24 года. В 1812 году через Маунт-Кармел прошла первая железная дорога, соединившая его с Потсвиллом и Данвиллом. Это способствовало началу роста угольной промышленности в регионе и сюда устремилось большое число эмигрантов. В 1854 году ещё одна железная дорога соединила Маунт-Кармел с крупнейшим городом штата — Филадельфией, что ещё больше увеличило рост числа угольных шахт. В 1862 году Маунт-Кармел получил статус боро и был включён в тауншип.
Во второй половине XIX века прогресс здесь развивается особенно стремительно. Именно в Маунт-Кармели впервые в стране для освещения улиц стали использовать электрические лампы, а в 1883 году Томас Эдисон возводит электростанцию, которая стала одной из первых в мире, а конкретно — 7-й. Рост угольной добычи наблюдался вплоть до 1950 года, после чего начался уже её упадок.
17 июня 1948 года близ Маунт-Кармела произошла одна из крупнейших авиакатастроф своего времени, когда при выполнении аварийного снижения пассажирский самолёт Douglas DC-6 упал на электрическую подстанцию, при этом погибли 43 человека — все, кто был на борту авиалайнера.

## География
Маунт-Кармел расположен в горной долине посреди центральных Аппалачей и у нижней границы бассейна реки Саскуэханна. Сам рельеф местности равнинный, а высота центра над уровнем моря составляет 1089 футов (332 м). Общая площадь Маунт-Кармела по данным на 2015 год — 0,66 квадратных миль (1,71 км²). Помимо железной дороги, здесь проходит также Пенсильванское шоссе № 61. Климат классифицируется как влажный континентальный, что соответствует жаркому лету и холодной, но снежной зиме.

## Демография
Население на 2000 год составляло 6390 человек, в том числе 1678 семей, а число единиц жилья составляло 3629. По расовому признаку 98,56 % населения были европейской расы, 0,06 % — афроамериканцы, 0,16 % — индейцы, 0,28 % — азиаты, 0,02 % — из тихоокеанского региона, 0,25 % — другой расы, а 0,67 % — метисы. На долю латиноамериканцев приходилось 0,89 % населения. Средний возраст жителей составлял 45 лет, а соотношение было следующее: 19,7 % жителей — моложе 18 лет; 7,0 % — 18—24 года; 23,8 % — 25—44 года; 23,6 % — 45—64 года; а 25,9 % — от 65 лет и старше. По гендерному признаку соотношение численности мужчин и женщин в среднем составляло 87,9 к 100, а для населения старше 18 лет — 82,6 к 100.
По данным на 2013 год в городе проживали 5806 человек, в том числе 2684 (46,2 %) мужчины и 3122 (53,8 %) женщины, а средний возраст составлял 46,4 лет. Средний доход на душу населения составлял по оценке $ 20 760, а на каждый дом — $ 46 344. Средняя арендная плата за дом была $ 561.

## Известные уроженцы
- Эллен Альбертини Дау (1913—2015) — актриса